# 晋州市 (韩国)

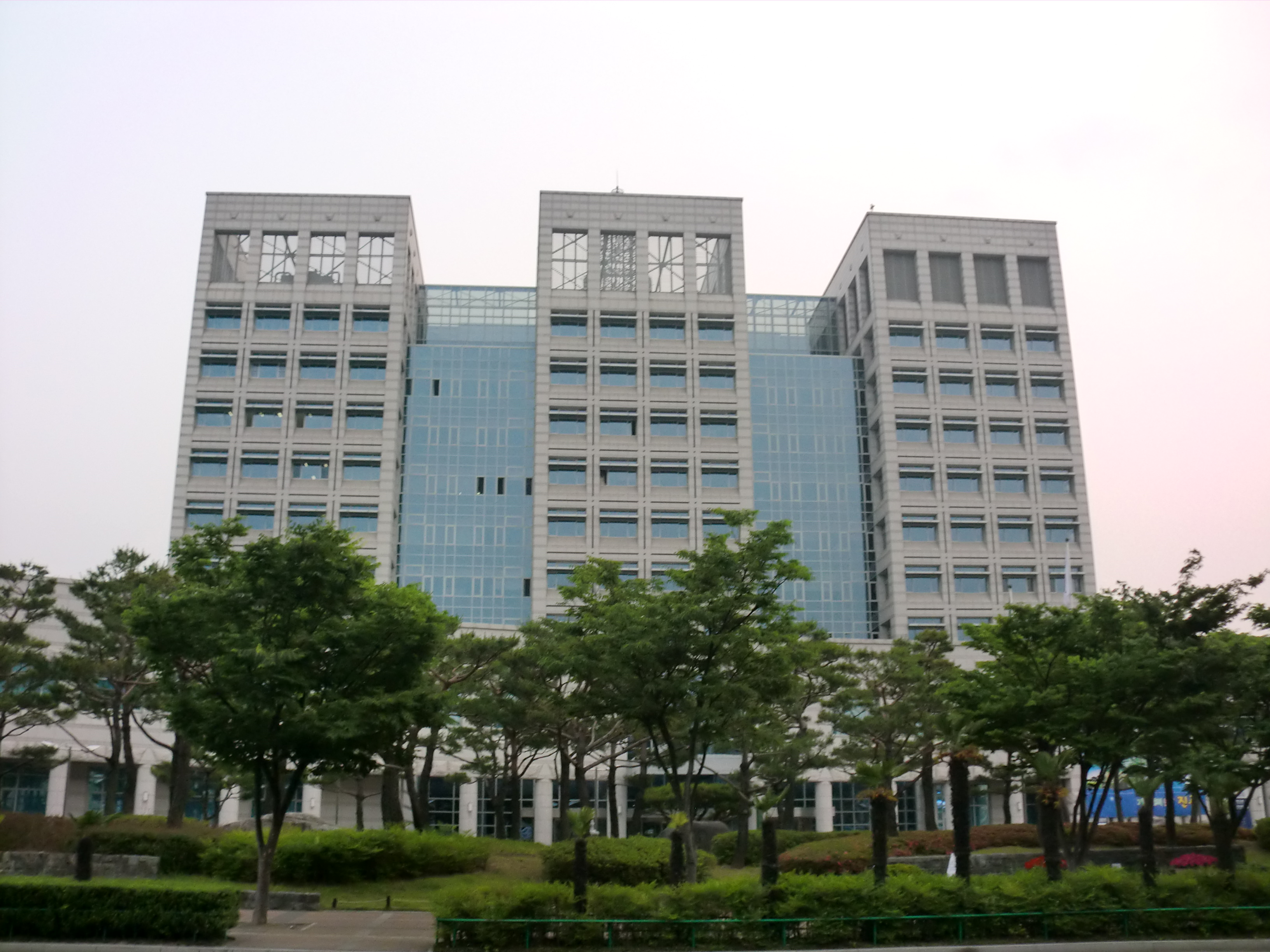
晉州市廳

晉州市（：／ Jinju si */?），是韓國慶尚南道的一個城市。

## 歷史

#### 古代
| 거열성 (居烈城) (663년 이전) | → | 거타주 (居陀州) (663) | → | 청주 (菁州) (685) | → | 강주 (康州) (757) | → | 청주 (菁州) (799) | → | 강주 (康州) (825) |

沿著南江流域，自舊石器時代開始便有人類居住。晉州的大坪里與梨谷里是著名的青銅器遺址，其中大坪里遺址發現了青銅器時代早期的聚落、防禦設施與戰爭遺跡。
最早建立的國家被推測為三韓時代弁韓的十二國之一——古淳是國，亦有推測認為該地與慶尚北道尙州市咸昌邑一帶同為古寧伽倻（高靈伽倻）的所在。也有觀點認為自他國（자타국）的位置就在晉州地區。
該地原屬於伽倻勢力範圍，後於新羅真興王時期被編入新羅。此後在文武王3年（663年）改稱為「居陀州」，在神文王5年（685年）又更名為「菁州」。需要注意的是，此「菁州」與忠清北道的清州市所用漢字不同。
新羅景德王16年（757年）又更名為「康州」。從這時起，作為統一新羅「九州五小京」之一，今相當於道廳（行政機構）所在的治所設於康州，統轄康州下轄的11郡27縣，成為行政中心。自此開始的一千餘年間，康州一直是統轄現今西部慶尚南道與部分慶尚北道南部地區的中心城市，與慶州、尙州並列為嶺南地區的重要城市。
在後三國時代，豪族尹雄掌控了晉州地區，之後被宜寧太守王奉珪奪權。王奉珪自稱「權知康州事」，作為康州的統治者，在後三國時代中後期持續統治至927年，並一度繁榮，最終被高麗軍攻滅。

#### 高麗
| 강주 (康州) (천수 1) | → | 진주 (晉州) (940) |

太祖23年（940年），改名為「晉州」。成宗2年（983年）晉州被升格為全國12牧之一的「晉州牧」。一度也以「慶尚晉州道」、「晉合州道」等名稱出現在地方名之中。此後，武臣政權的掌權者崔忠獻、崔怡、崔沆三父子將晉州作為封地，並以公爵的身份進行統治。

#### 朝鮮
| 진양대도호부 (晉陽大道護府) (1392) | → | 진주 (晉州) (1402) |

太祖元年（1392年），晉州被定名為「晉陽大都護府」，但在太宗2年（1402年）被降格為全國20牧之一的「晉州牧」。
沿著南江形成的沖積平原，加上海岸接近、物資豐富，以及優越的交通與地理條件，使得晉州在朝鮮時代正式發展為大城市。以妓生文化為代表的娛樂文化，只有在物資充足、人口眾多的大都市中才能興盛，而朝鮮三大妓生之地便是江界、平壤，以及晉州。因此，晉州在朝鮮時代成為繼慶州、尙州之後，慶尚道地區的重要城市。
此外，晉州也是壬辰倭亂期間「晉州城戰鬥」的發生地，當時的晉州城由內城、外城、斷崖、壕溝、南江所包圍，是天險要塞，也是掌控通往全羅道咽喉的重要據點。
1862年發生了「壬戌農民起義（晉州民亂）」。像晉州這樣的大城市都發生了民亂，意味著當時以安東金氏為首的執政勢力已經無法控制情勢，朝鮮的自我調整功能幾乎完全崩潰。
在1832年至1861年間，行政區劃從4面（東面、西面、南面、北面）71里482坊制，改編為71面482里制。之後又增設了4個面。
高宗32年（1895年），高宗廢除八道制，將全國劃分為23個「府」，並設置觀察使。當時在晉州設立了23府之一的「晉州府」（相當於今日的省級行政區），原本的「晉州牧」改稱為「晉州郡」，並設置郡守（參書官）一職。
1896年，慶尚道被劃分為南、北兩道時，晉州成為「慶尚南道廳」的所在地。
1906年9月24日，為整理飛地與邊界雜地，將部分地區劃出，使晉州的面積大幅縮小。具體如下：
- 巴只山面、柏谷面、金萬面、沙月面、三壯面、矢川面 → 劃入山清郡
- 北平面、宗化面、加西面、雲谷面、靑岩面、大也面、正水面 → 劃入河東郡
- 文善面（今泗川市大芳里、東里、東林里、西里、仙鷗里一帶）、南陽面、永縣面、永耳谷面、吾邑谷面、介川面 → 劃入固城郡
- 良田面（今昌原市馬山合浦區晉田面一帶）→ 劃入鎮海郡
- 上奉面、下奉面、上寺面 → 劃入咸安郡
- 赤良面、昌善面 → 劃入南海郡
- 三千浦 → 劃入泗川郡

（依據《維基文獻》，1906年（光武10年）勅令第49號）

#### 日帝強佔期
| 진주군 (晋州郡, 1896) | → | 진주부(晋州府, 1939) 진양군(晋陽郡) | → | 진주시(晋州市, 1949) 진양군(晋陽郡) | → | 진주시 (1995) |

在日語中被音譯為「신슈（Shin-shū）」。1914年，咸安郡的上奉面、下奉面、上寺面被劃回晉州郡，統合為「沙奉面」。同年，晉州郡的「丑東面」、「富花谷面」與昆陽郡（곤양군）的大部分地區一同被併入泗川郡，從而使晉州成為內陸城市。
作為貿易港的釜山府與馬山府的地位急速上升，1925年，慶尚南道廳由晉州遷往釜山。儘管當時晉州爆發了激烈的反對運動，但最終未能阻止道廳的遷移。
1938年，道東面與平居面併入晉州邑，一年後晉州邑升格為「晉州府」，原晉州郡剩餘地區則改稱為「晉陽郡」。
1923年，爲了爭取白丁（當時被社會歧視的賤民階層）權利的「衡平運動」在晉州發起。

#### 大韓民國
1949年，「晉州府」改名為「晉州市」。
1950年韓戰（6.25戰爭）期間，晉州市廳因空襲被完全燒毀，舊市區大部分也遭到破壞。之後，透過市區重建工程，重新規劃並建立起今日仍在使用的市區，中央市場也據說是在那時遷至現址。
1973年，晉陽郡的井村面與內東面的一部分被劃入晉州市。此後，1995年晉州市與晉陽郡再次合併，同年3月2日，「文山面」升格為「文山邑」。因南江大壩建設而形成的湖泊「晉陽湖」的名稱，便取自於舊「晉陽郡」。
1983年釜山從慶尚南道分離出去，導致需重新選定慶尚南道廳的所在地，晉州積極爭取將道廳重新遷回此地，並與馬山展開競爭。然而，最終道廳遷移地點並非晉州或馬山，而是決定設於第三候補地——計畫城市昌原。儘管如此，到了2015年12月17日，慶尚南道廳西部廳舍正式開館，使得道廳的一部分功能在時隔90年後重返晉州。

## 交通
晉州市是未來韓國中部內陸線的終點站。鐵路的起點位於京畿道城南市。

### 高速公路
晉州市是一個高速公路發展相對發達的地區。
「統營－大田高速公路」南北貫穿，「南海高速公路」則東西橫跨晉州市，兩條高速公路在「晉州分岔點」交會。本市的交流道如下：
- 統營－大田高速公路：西晉州交流道
- 南海高速公路：晉州交流道、文山交流道、晉城交流道、知水交流道

雖然不在市內，但位於金谷面的居民可利用「蓮華山交流道」，而與山清郡接壤的大坪面、水谷面等地區則可使用「丹城交流道」。
從首爾出發時，可先搭乘京釜高速公路到「飛龍分岔點」後轉入統營－大田高速公路，約4小時可抵達晉州。在統營－大田高速公路尚未開通前，需先走京釜高速公路至「金湖分岔點」，轉「舊馬高速公路」，經西大邱再付一次過路費，接著再開到昌原後轉南海高速公路，因此從首爾到晉州需花費5～6小時。但自2001年統營－大田高速公路晉州以北路段全線通車後，這些都成為過去的事了。
從大邱、江原特別自治道出發時，現多數會在「高靈交流道」下高速，轉搭33號國道進入晉州市內。不過此路線僅有大邱西部 ↔ 晉州的市外巴士運行，並無其他巴士路線，晉州也沒有前往江原道的巴士路線，是一大缺點。
「南海高速公路」晉州至釜山段以壅塞著稱。從文山交流道開始車流就開始緩慢，至咸安至釜山常常處於「走走停停」的狀態。雖然2011年晉州－山寅段擴建為雙向8車道，泗川－晉州段擴建為雙向6車道，且「慶全線」晉州－馬山段複線電氣化後略有改善，但在節日或假期仍難免塞車。

### 國道
2號國道橫貫東西，3號國道與33號國道貫穿南北。於「川前洞」路段，三條國道會合後一同通過晉州市。這些國道皆來自鄰近的泗川市。
- 2號國道：自泗川市昆明面進入，經內東、井村、文山、晉城、沙奉、一般城、二般城面後進入昌原市。原路線經由內東面－江邊道路－晉州站－伽倻洞，但後來改為繞道。全段為雙向4車道。
- 3號國道：自泗川市經由井村、內東、晉州市區、明石面後進入山清郡。原路線貫穿伽倻－晉州站－舊市區，後改為繞道。部份區段與33號、2號國道重疊。全段雙向4車道。
- 33號國道：與3號國道重疊，自泗川市進入，在「梨峴洞-油谷交叉口」分開，經集賢、渼川面後進入山清郡，通往陜川。全段雙向4車道。

晉州市設有外環道路（井村繞道與環狀道路）。2015年完工的「井村－集賢」外環道路，以及2021年動工的「集賢－文山」路段將連接整體。

### 地方道路
作為慶尚南道西部中心城市，有許多地方道路經過：
- 30號地方道：連接金谷面（南部）與二般城面（東部），為東西向重要道路，途經泗川市、玉成（與1009號分叉），經高城郡進入咸安。雖然彎道多、交通量小，但對兩地居民至關重要。全線為雙向2車道。
- 1001號地方道：穿過西部的水谷面，自泗川市進入，沿南江流向進入山清郡。也是當地唯一外聯通道，全線為雙向2車道。
- 1002號地方道：從泗川市進入，經金谷面至高城郡，是金谷連接泗川與高城的重要通道，交通量雖不大，但實用性高。
- 1004號地方道：從沙奉面起始，接近南海高速公路，也常作為高速壅塞時的替代道路。部分路段彎道多、車禍多發。
- 1006號地方道：從明石面出發，進入山清郡，為聯絡道，但路況差，多彎道，建議繞道3號國道。
- 1007號地方道：連接金谷－文山－晉城－大谷－渼川－集賢－上奉洞，是連接東北部的「晉州東部外環道路」，全線大多為雙向2車道。
- 1009號地方道：自高城郡進入，連接金谷－文山－金山，是市區內「內部環狀道路」，對市區連接性重要。
- 1013號地方道：自金山出發，經大谷接到義靈郡，是連接晉州與義靈的最短路線。
- 1014號地方道：從河東郡進入水谷面，雖存在感低，但連接水谷與玉宗地區。
- 1037號地方道：從高城郡進入，經反城站、知水面後進入義靈郡，是知水面居民的重要通道。
- 1040號地方道：雖註冊於月牙里，實際未全線開通，僅部分地段為簡易水泥路。

### 市內道路
儘管晉州為歷史悠久的城市，其市內道路設計呈現方格狀整齊規劃。然而，舊市區的主幹道大多僅為雙向4車道，導致交通流動不順。此外，進入舊市區的入口有「開陽五岔路」、「望京六岔路」等，常令外地駕駛者感到混亂。
每年10月初「晉州南江流燈節」和「開天藝術節」期間，因遊行活動會封鎖江邊道路，導致市內交通極度壅塞。為解決此問題，晉州市政府每年擴大交通管制區域，並提供接駁車，旅客乘坐接駁車能快速抵達目的地。不過，一旦傍晚到來，高速公路出口即開始塞車，整個市區猶如一個巨大停車場。雖然過去前市長李昌熙曾實施收費制，減少人流略緩解壅塞，但自2019年恢復免費後，節日期間的擁擠又回歸。

### 高速巴士 / 市外巴士
晉州市內設有「晉州高速巴士客運站」、「晉州市外巴士客運站」，以及「反城市外巴士客運站」，在「開陽五岔路」也設有中途上下車站。經由「統營－大田高速公路」，晉州與首爾之間的交通需求非常旺盛，光是一小時內就有 4～6 班開往首爾的市外或高速巴士，且多半客滿出發。
高速巴士可搭乘前往首爾、東首爾、仁川、城南、龍仁、水原、高陽、光州、大邱、大田、原州、以及經「人參樂園休息站轉乘客運站」的路線。與市外巴士展開激烈競爭的「首爾高速巴士客運站」路線約每 20～30 分鐘一班；東首爾、城南路線每天有 5 班，仁川路線每天 7 班。中央高速與東洋高速輪流經營「首爾高速巴士客運站－開陽－晉州」路線，其中中央高速投入部分特 A 級車輛。由於與市外巴士競爭激烈，這兩家公司針對這條路線特別將車速加快至時速 108 公里運行。
市外巴士則可前往慶尚南道各地與除天安外的全國主要城市。往「首爾南部客運站」的巴士約每 20～30 分鐘一班。 兩條首爾線的車程大約都在 3 小時 40 分鐘左右。 此外，往泗川或三千浦的市外巴士約每 5～10 分鐘一班，密集程度堪比掃帚掃地般密集。
另外還有經「開陽停靠站」由「慶元高速」與「大成高速」營運的「仁川國際機場直達市外巴士」可搭乘，每日有 5 班，從巨濟、高興、統營方向進入晉州。也有從梨峴洞的「西晉州加油站」出發，經由愛寶樂園／松島轉往仁川機場的機場豪華巴士。 釜山交通公司則規定只要有超過 10 人預約時，也會提供包車型仁川機場直達巴士。
但往江原道方向的交通相當薄弱，目前完全沒有任何往江原道的路線，甚至前往江原道內陸城市如春川、或東部沿海城市如江陵的路線都不存在。曾有前往原州的路線，但已停運。因此，若要前往江原道，只能先前往首爾、大田、大邱等地轉車。
自2020年9月25日起，實施「晉州－泗川廣域換乘折扣制度」，可在市外巴士與市區巴士之間換乘時享有折扣優惠，但僅限使用交通卡者適用。

### 鐵路
市內設有慶全線的「晉州站」與「反城站」。原本設站數量較多，但隨著鐵路雙軌化，許多車站被裁撤。所有行經慶全線的客運列車皆停靠晉州站，此外還有泗川線在此分岔。
2012年10月，慶全線雙軌化工程延伸至晉州後，原本進入市中心的鐵路路線被移設至市郊，晉州站也搬遷至南邊較遠的「伽倻洞」，即舊「開陽站」附近。由於 KTX 開始直達晉州站，晉州站前往首爾的列車起訖功能也得以恢復。根據車次不同，KTX 從晉州至首爾的行車時間大約為 3 小時 13 分至 3 小時 30 分左右，比高速巴士或市外巴士略快一些。
KTX 開通後，晉州站的使用人數逐步回升。開通不到一年，使用人數就突破 10 萬人次。加上從晉州到馬山、昌原、大邱等區段，使用無窮花號的票價比市外巴士便宜，因此即使與市外巴士相比，也具有一定價格競爭力。根據 2014 年統計，年乘客數達 54 萬人，較 2013 年有所增長；2016 年 8 月單日乘客達 739 人；2017 年平均單日乘客約為 1,000～1,200 人，持續成長中。不過，一般列車（非 KTX）乘客卻逐年下降，與 2014 年相比，2017 年年乘客數減少約 10 萬人。預計在數年後「EMU-250」列車投入營運前，這種情況很難改善。
晉州－光陽段的慶全線雙軌化工程於2016年7月14日完工，並於隔日（7月15日）在移設後的「河東站」舉行通車儀式。得益於此，晉州至河東的基本票價從原本的2,600韓元下降100韓元，行車時間也從原本的50分鐘縮短為30分鐘。雖然有電氣化計畫，但實際進度尚不明確。不過可觀察到泗川市的「完社站」與光陽市的「辰上站」已設立電力設備辦公室，且現場堆有大量施工材料。
此外，一條從慶尚北道金泉市「金泉站」通往慶尚南道巨濟市的南部內陸線也在規劃中。晉州市曾主張設置直通大田站的路線，但為了節省成本，該方案似乎未被採納。

### 航空
鄰近的泗川市泗川邑「舊岩里」設有泗川機場，距離晉州市區約 10 公里內，交通尚稱便利。在大韓航空的航點標示上，此地被標記為「晉州／泗川」。過去因首都圈觀光需求，航空交通一度繁盛，但自從「統營－大田高速公路」開通後，航空需求急劇下滑。目前僅剩「Hi Air」每日兩班往返金浦的航班。
儘管泗川機場的最大腹地城市是晉州，但使用人數極低，以致在 2007 年 6 月中止了「晉州－泗川機場」間的機場接駁巴士服務。若從晉州市前往泗川機場，可從「晉州市外巴士站」搭乘開往泗川或三千浦的市外巴士，在經過 3 號國道並停靠機場前的「機場站」下車即可。不過，其實也不必特地跑到巴士總站，從「慶南科技大學」前的站牌或「開陽五岔路」也可上車前往機場。 若不方便搭巴士，也可選擇搭乘計程車。
不過，隨著「慶南晉州創新城市」建設的推進，預計將重新啟用創新城市 ↔ 泗川機場之間的接駁巴士。這主要是因為遷入創新城市的公營機關職員，僅暫居晉州，週末仍會返首爾與家人團聚，導致航空需求再次上升。然而，該接駁巴士為「創新城市－泗川機場」直達路線，對於居住在舊市區的市民來說，依然是「看得到吃不到的果實」。不過，會選擇搭飛機往返首爾的人，通常也能負擔計程車費，這點倒不是太大問題。

## 教育

### 晉州市的大學
晉州設有以下大學：
- 慶尚國立大學（경상국립대학교）
- 晉州教育大學（진주교육대학교）
- 延岩工科大學（연암공과대학교）
- 晉州保健大學（진주보건대학교）
- 韓國放送通信大學（한국방송통신대학교）
- 韓國폴리텍VII大學 晉州校區（한국폴리텍대학 진주캠퍼스）

晉州市人口約34萬，高中與大學分布密集，在「釜山─蔚山─慶南地區」中，四年制大學數量僅次於釜山與昌原，因此學生人口眾多，也被稱為「教育之都」。截至2004年，僅晉州市的學生人口就高達10萬人，約佔總人口的三分之一，因此市區的服務業極度依賴學生，即使多年後情況依然如此。來自相對鄰近的島嶼地區，如泗川市或沙良島的學生，也常會選擇來晉州就學。雖然現在透過「農漁村特別招生制度」的反轉，這類情況有所減少，但晉州市內的高中班級中，仍常見來自泗川的學生一兩名。每到學校放假時，晉州市的所有經濟指標幾乎會腰斬。
當然，僅因學生多就被稱為「教育之都」是言過其實的。但在「非學區平準化時代」，晉州的確以高昂的教育熱情聞名，大學升學率也相當高。1980年代時，晉州高中（진주고등학교）曾創下約190人考上首爾大學的紀錄，其他學生也幾乎都升入首爾地區的頂尖大學，堪稱是「西部慶尚南道的第一名校」。即使是中等程度的高中，每年也能送出數十人升上優秀大學。
因此，曾就讀晉州市學校的人，很可能會聽過老師抱怨：「高中的學區平準化政策，毀了晉州的教育

## 生活文化
在近現代之前，晉州的代表性文化是「教坊文化」與「飲食文化」。有句話說：「北平壤、南晉州( '북평양 남진주')」、「一江界、二平壤、三晉州 ('일강계, 이평양, 삼진주')」，意指晉州的妓生容貌與飲食精緻程度不輸平壤、江界等地區。

### 文化設施
- 電影院共有4間：
  - 樂天電影院 (롯데시네마) 2處（MBC Cine、晉州創新園區店）
  - CGV 1處（晉州創新園區 진주혁신점）
  - Megabox (메가박스) 1處（晉州店）

MBC Cine 原與 CGV 合作經營，後於2018年改裝並於同年12月改為樂天電影院，強調音響品質，設有杜比 ATMOS 音效。晉州創新園區的 CGV 於2020年9月新開幕，共有7個廳，725個座位。Megabox 晉州店原是1991年的「城南劇場」，經過裝修後換上電動座椅與更新票口。晉州目前電影院競爭激烈。
此外，大型展演空間「慶南文化藝術會館」常舉辦人氣歌手與音樂劇表演。
2020年代開始電競場急速增加，2022年地下商街開設 J-ARENA，還有更多電競場預定開幕。高中的學區平準化政策，毀了晉州的教育」。
由於人們仍懷念過去非平準化時代的榮光，晉州的高中往往會把內申成績與所有校內活動的加分資源集中給某一位特優學生，力拼至少能送一人進入首爾大學。甚至有某一年度（2014學年度）的升學記錄顯示，有學生在首爾大學內申評分中，國語、英文、數學分別都獲得0.33等級，總和僅0.99等級，遠高於1.00等級的標準。
不過，也因教育競爭太過激烈，真正優秀的學生在國中時期就會提前轉學到特殊目的高中（特목高）或自主型私立高中（自律型私立高）。即使如今無法與過去的黃金時期相比，但晉州市依然培育出可與三倍人口規模的昌原市、所得水準明顯更高的金海市相抗衡的入學生，進入代表性的特殊高中如「慶南科學高中（경남과학고등학교）」與「金海外國語高中（김해외국어고등학교）」。
晉州市目前擁有的大學包括：
- 慶尚國立大學
- 晉州教育大學
- 晉州保健大學
- 延岩工科大學
- 韓國放送通信大學（慶南地區校區）
- 韓國폴리텍VII大學 晉州校區

另外，曾存在的「慶南科學技術大學」與「韓國國際大學」目前分別已經合併或停辦。
特教學校方面，有晉州惠光學校（진주혜광학교）。

### 飲食文化
晉州在全韓國飲食文化中都占有一席之地。晉州拌飯與晉州冷麵被並列為與平壤、海州、全州齊名的名物。另有「祭祀飯（헛제삿밥）」、「鰻魚料理(장어요리)」也很有名。
晉州冷麵曾於1960年代沒落時消失，1999年重新復原。代表性店家是「河然屋（하연옥）」，總店位於西部市場，目前在晉州設有三間分店，在泗川也有一間。其他如「수정식당」、「평화식당」、「은하식당」等冷麵店也有很高水準。, 
鰻魚店則多集中在晉州城「矗石門 (촉석문)」前的南江河畔。
地方特色：用「荊芥（배초향）」作為調味，是其他地區難以接受但當地人習以為常的口味。
速食連鎖方面，晉州擁有麥當勞、樂天利、Moms Touch、漢堡王、KFC、Subway 等多家分店，其中 Subway 的密度相當高。
咖啡文化盛行，大學區與商業區充滿連鎖咖啡館，光是創新園區東側就有超過60間。星巴克有7家分店，Coffee Bean 也已進駐。
傳統拌飯店如中央市場內的「天皇食堂」、「第一食堂」很有名，配有血豆腐湯。還有知名麵包店「守福麵包」、「梁宇然蛋糕屋」受到觀光客喜愛。

### 醫療機構
晉州市的醫療設施即使作為地方城市也非常完善。
- 上級綜合醫院：慶尚國立大學醫院（838床）
- 綜合醫院：韓一醫院（298床）、第一醫院（260床）、晉州高麗醫院（221床）
- 另有1家關節專門醫院、14間一般醫院與209間診所。

過去有「晉州醫療院」，但於2013年因財政與功能問題關閉。部分居民仍對此表示不滿，尤其是金山面、初田洞一帶。

### 方言（진주 사투리）
晉州擁有獨特的地方方言，被歸類為「西部慶尚方言」，與釜山、大邱的「東南方言」有區別。
- 「~네?」：疑問句語尾（例：뭐하네? = 在做什麼？）
- 「하모」：表示「當然」之意，有時簡化為「하」
- 「에나」：表示「真的」、「確實」，語調不同可表平陳或疑問
- 「에나콩콩」：帶有戲謔語氣（「你也太扯了吧！」）
- 「응가」：姐姐（音似엉가）
- 「쑥쑥하다」：髒亂
- 「씽냉이」：臉髒、亂七八糟的人
- 「널쭈다」：掉落、摔下
- 「~삼시로」：～的時候（例：말함시로 = 說的時候）
- 「택도 아이다」：太離譜了（例：택도 아인 소리 = 根本不可能的話）
- 「소풀」：韭菜的地方用語
- 「시외주차장」：晉州市外巴士站的地方叫法（非正式）

### 體育
- 晉州設有晉州市民足球隊，2020年創立，參加韓國第4級聯賽K4 League，主場為晉州綜合運動場。
- K聯賽2的「慶南FC」也偶爾在晉州舉辦主場比賽。
- 2020年2月29日原定BNK女籃在晉州比賽，因COVID-19改為無觀眾並取消。
- 2023年5月3日至13日，舉辦「亞洲舉重錦標賽」。
- 2024年10月舉辦「第105屆全國體育大會」部分項目（軟式網球、排球、射箭、現代五項）。
- 2025年將舉辦「Korea Cup 國際女子排球大會」。

## 觀光
晉州市八景（진주8경）
自2019年起，晉州市在成為UNESCO創意城市的同時，也正逐步發展成為文化觀光城市。市內各地正在積極規劃與建設多處觀光景點，未來預期將吸引更多遊客造訪。

### 節慶活動
晉州市舉辦的主要觀光與文化活動包括：
- 晉州開天藝術節（진주개천예술제）
- 晉州南江流燈節（진주남강유등축제）
- Korea Drama Festival（韓國戲劇節）
- Korea Drama Awards（韓國戲劇獎）
- 晉州論介祭（진주논개제）
- 晉州絲綢博覽會（진주실크박람회）
- 晉州農食品博覽會（진주농식품박람회）
- 晉州鬥牛大會（진주소싸움대회）
- 晉州春花節（진주봄꽃축제）
- 晉州大坪波斯菊節（진주대평코스모스축제）
- 晉州南江馬拉松大賽（진주남강마라톤대회）
- 晉州南江游泳大會（진주남강수영대회）
- 晉州爵士音樂節（진주재즈페스티벌）
- 2023年亞洲舉重錦標賽（2023 아시아 역도 선수권 대회）

### 晉州市觀光吉祥物：하모
하모是以棲息於晉州晉陽湖與南江的天然紀念物——水獺為靈感所創作的觀光角色。
這個角色設計成可愛的外型，讓所有人都能感受到親切感：
- 頭上戴有貝殼
- 頸上佩戴珍珠項鍊
- 尾巴上畫有波浪圖案，象徵「水之城市」晉州

藉由這些設計，突顯晉州市乾淨、純淨的形象，並引起人們對晉州以水為核心的旅遊資源的聯想與關注。
「하모」是晉州方言，表示「當然囉」、「沒錯」的意思，也象徵著希望與正能量。它是一個能給人勇氣、傳遞希望訊息的角色。

#### 하모的相關活動與成就：
- 2021年11月8日公布為市級官方條例中的吉祥物
- 設有YouTube頻道「진주덕후 하모TV」
- 登場於節目《巨型企鵝TV》第238集，最後一幕成為話題
- 出現在韓劇 징크스의 연인
- 圖案印在晉州市電動公車側面
- 曾獲得「韓國內容振興院」主辦的「第五屆我們社區角色投票」中的大獎、Rising Star獎與熱門明星獎
- 可以在晉州「天壽橋」附近看到
- 2024年，原本在釜山交通營運、未上色的現代電動巴士被塗裝成哈莫主題
- 晉州市為更新市區公車塗裝曾進行投票，若採納投票結果，未來市區公車將大量出現哈莫的形象
- 作為觀光角色，市廳內部許多地方也能看到哈莫的裝飾
- 實際使用率甚至高於原本的市官方吉祥物「論介」

## 友好城市
- 美国尤金 （1961年）
- 日本北海道北見市 （1985年）
- 加拿大温尼伯 （1992年）
- 全羅南道順天市 （1998年）
- 日本京都市 （1999年）
- 日本島根縣松江市 （1999年）
- 中华人民共和国河南省鄭州市 （2000年）
- 忠清南道牙山市 （2004年）
- 慶尚北道安东市 （2004年）
- 中华人民共和国陕西省西安市（2004年）
- 首爾特別市江南區 （2005年）
- 俄羅斯俄羅斯鄂木斯克 （2007年）

1. ↑  . 나무위키. 2025-04-01  [2025-04-06] （韩语）.